# Mistrzostwa Polski w Podnoszeniu Ciężarów Mężczyzn 2014
84. edycja mistrzostw Polski w podnoszeniu ciężarów mężczyzn odbyła się w dniach 25–26 października 2014 roku w Łukowie. 

## Wyniki
| Kategoria wagowa: | Złoto:                                    | Wynik         | Srebro:                              | Wynik         | Brąz:                                 | Wynik         |
| do 56 kg          | Dominik Kozłowski Zawisza Bydgoszcz       | 228 (108+120) | Marcin Tomczyk Gryf Bujny            | 214 (97+117)  | Tomasz Komorowski MOS Opole           | 202 (89+113)  |
| do 62 kg          | Dariusz Januś Lechia Sędziszów Małopolski | 240 (105+135) | Piotr Poniedziałek Promień Opalenica | 239 (105+134) | Dominik Kwapisz AZS AJD Częstochowa   | 238 (105+133) |
| do 69 kg          | Daniel Bajer Tarpan Mrocza                | 292 (136+156) | Tomasz Rosoł Górnik Polkowice        | 284 (131+153) | Damian Wiśniewski Zawisza Bydgoszcz   | 276 (123+153) |
| do 77 kg          | Damian Sikorski Mazovia Ciechanów         | 309 (140+169) | Patryk Słowikowski Mazovia Ciechanów | 305 (139+166) | Roman Kliś Górnik Polkowice           | 301 (136+165) |
| do 85 kg          | Krzysztof Szramiak WKS Śląsk Wrocław      | 341 (155+186) | Adrian Pawlicki Zawisza Bydgoszcz    | 325 (145+180) | Kamil Szczepaniak AZS AJD Częstochowa | 315 (140+175) |
| do 94 kg          | Adrian Zieliński Tarpan Mrocza            | 392 (177+215) | Tomasz Zieliński Tarpan Mrocza       | 383 (170+213) | Łukasz Grela AZS AJD Częstochowa      | 383 (178+205) |
| do 105 kg         | Arkadiusz Michalski Górnik Polkowice      | 404 (180+224) | Bartłomiej Bonk Budowlani Opole      | 395 (180+215) | Kornel Czekiel Budowlani Opole        | 385 (170+215) |
| powyżej 105 kg    | Daniel Dołęga Budowlani Opole             | 392 (180+212) | Krzysztof Klicki Mazovia Ciechanów   | 388 (175+213) | Adam Kraska Górnik Polkowice          | 375 (165+210) |